# Нешко Недић
Нешко Недић (Лелић, 28. јун 1914 — 13. мај 1945) је био официр Југословенске војске, командант Колубарске бригаде, Ваљевског корпуса, начелник штаба Посавско-тамнавске групе корпуса и начелник штаба Четврте групе јуришних четничких корпуса Југословенске војске у Отаџбини.

## Биографија

### Образовање
Нешко Недић је рођен 28. јуна 1914. године у селу Лелић код Ваљева. Школовао се на Војној академији у Београду, као питомац 59. класе, коју је завршио 1938. године и тада је произведен у чин потпоручника. У чин поручника је унапређен крајем септембра 1938. године.

### Други светски рат
У Другом светском рату се придружио покрету пуковника Драгољуба Драже Михаиловића. Као поручник је предводио Колубарску бригаду и од тада носио шифровано име „Танев”.
Мајора Миодрага Палошевића је наследио на месту команданта Ваљевског корпуса Југословенске војске у Отаџбини и остао је на том положају од октобра до 5. или 6. децембра 1942. године. Недић се противио ратној мобилизацији у тренуцима када нема већих дејстава, јер војници седе беспослени, стално се пуштају на одсуство и често немају оружје. Због тога је предлагао формирање оперативних одреда и школу за борачку спрему војника и старешина, одакле би се стварали мотивисани и обучени кадрови.

#### Бањички логор
Недић је обављао обавештајне задатке по директним наређењима генерала Михаиловића на територији Београда. Ухапшен је у једној рацији од стране немачких окупационих власти и одведен у Бањички логор. Из логора је успео да побегне у октобру 1943. године, заједно са резервним потпуковником Илијом Орељом и Николом Пашићем, припадником Југословенске равногорске омладине и унуком некадашњег политичара Николе Пашића.

#### Топличко-јабланичка операција
Командант Ваљевског корпуса је поново био од фебруара до јуна 1944. године. Тада је као капетан именован за начелника штаба Четврте групе јуришних корпуса, чији је командант био мајор Драгослав Рачић. У тренутку оснивања, била је то најспособнија формација Југословенске војске у Отаџбини. На тој дужности је био од 4. јула до 4. августа 1944. године, током Топличко-јабланичке операције.

#### Преговори са немачким снагама
По инструкцијама генерала Михаиловића, одржан је састанак између делегације Југословенске војске у Отаџбини, коју су чинили пуковник Драгослав Рачић, капетан Нешко Недић и мајор Никола Калабић, са немачким представницима на челу са фон Вредеом. Састанак је одржан 11. августа 1944. године у Тополи, која је била под контролом Југословенске војске у Отаџбини.
На састанку није закључен никакав споразум, већ је само изнет став Југословенске војске у Отаџбини о предстојећим дешавањима. Немачкој делегацији је саопштено да ЈВуО жели окупљање националних снага у борби против комуниста, да остаје у илегали и да се неће борити у униформама Вермахта.

## Погибија
Од октобра 1944. године, поново је био командант Ваљевског корпуса.
Заједно са главнином снага Југословенске војске у Отаџбини на челу са генералом Михаиловићем, Недић је крајем 1944. године одступио према Босни.
Налазио се у пратњи генерала Михаиловића током покушаја да се са пролећем 1945. године врате преко Дрине. Погинуо је 13. маја 1945. године у бици на Зеленгори, када су Михаиловићеве снаге доживеле дефинитивни пораз.